# Saravan
Saravan es una localidad del raión de Vayk, en la provincia de Vayots Dzor, Armenia, con una población censada en octubre de 2011 de 245 habitantes. 
Se encuentra ubicada al sur de la provincia, a poca distancia del río Arpa —afluente del río Aras— y de la frontera con la República Autónoma de Najichevan (Azerbaiyán) y la provincia de Syunik.